# Кондаков, Николай Иванович (советский партийный деятель)
Никола́й Ива́нович Кондако́в (22 мая 1901, Кочугаево, Вятская губерния — 23 сентября 1938, Одесса) — советский партийный деятель, и. о. 1-го секретаря Одесского обкома КП(б)У. Депутат Верховного Совета СССР 1-го созыва. Входил в состав особой тройки НКВД СССР.

## Биография
Родился 22 мая 1901 года в селе Кочугаево (ныне — в Санчурском районе Кировской области) в семье крестьянина-бедняка. В 1911 году окончил трехклассной школы в селе Макарово Яранского уезда Вятской губернии, в 1916 году окончил четырёхклассное городское училище в городе Царевосанчурск Яранского уезда Вятской губернии. В 1919 году окончил учительскую семинарию в слободе Кукарка Вятской губернии. В 1919 году вступил в комсомол.
В феврале — декабре 1919 г. — председатель Кукарского уездного комитета комсомола (РКСМ) Вятской губернии.
Член РКП(б) с ноября 1919 года.
В январе — октябре 1920 г. — секретарь Вятского губернского комитета комсомола (РКСМ). В ноябре 1920 — июне 1921 г. — секретарь Кубано-Черноморского областного комитета комсомола (РКСМ) в городе Краснодаре.
В июле — октябре 1921 г. — инструктор ЦК комсомола (КСМ) Абхазии в городе Сухуми. В ноябре 1921 — январе 1922 г. — заместитель заведующего отделом агитации и пропаганды Закавказского краевого комитета комсомола (РКСМ) в городе Тифлисе. В феврале — июне 1922 г. — заведующий организационного отдела Терского губернского комитета комсомола (РКСМ) в городе Пятигорске. В июле 1922 — сентябре 1923 г. — заведующий отделом агитации и пропаганды Донского областного комитета комсомола (РКСМ) в городе Ростове-на-Дону.
В октябре 1923 — мае 1924 г. — инструктор политического отдела Петроградского укрепленного района.
В июне 1924 — августе 1925 г. — ответственный секретарь Вятского губернского комитета комсомола (РЛКСМ).
В сентябре 1925 — июле 1926 г. — слушатель курсов уездных партийных работников при ЦК ВКП(б) в Москве.
В августе 1926 — декабре 1928 г. — ответственный секретарь Слободского уездного комитета ВКП(б) Вятской губернии. В январе 1929 — август 1930 г. — заведующий отдела кадров Тамбовского окружного комитета ВКП(б) Центрально-Чернозёмной области.
В сентябре 1930 — марте 1933 г. — слушатель курсов марксизма-ленинизма при ЦИК СССР в Москве.
В апреле 1933 — январе 1935 г. — начальник Политического отдела Измалковской машинно-тракторной станции Центрально-Чернозёмной области.
В феврале 1935 — июле 1937 г. — инструктор Одесского городского комитета КП(б)У.
В июле — сентябре 1937 г. — 2-й секретарь Одесского городского комитета КП(б)У.
В сентябре 1937 — мае 1938 г. — исполняющий обязанности 1-го секретаря Одесского областного и городского комитетов КП(б)У. Отозван в распоряжение ЦК КП(б)У. Этот период отмечен вхождением в состав особой тройки, созданной по приказу НКВД СССР от 30.07.1937 № 00447 и активным участием в сталинских репрессиях.
3 мая 1938 года арестован. 23 сентября 1938 года расстрелян в Одессе.